# 冨宅恵
冨宅 恵（ふけ めぐむ、1972年11月6日 - ）は、大阪府柏原市出身の日本の弁護士（大阪弁護士会所属）・弁理士。登録政治資金監査人・商事仲裁人。スター綜合法律事務所パートナー。大阪工業大学知的財産専門職大学院客員教授。

## 経歴
西大和学園高等学校卒業。1996年同志社大学法学部卒業。大阪工業大学知的財産専門職大学院知的財産専攻修了、知的財産修士（専門職）。2000年弁護士登録。2005年中本総合法律事務所より独立し、吉村洋文弁護士との共同経営による法律事務所（現：スター綜合法律事務所）を開設。2006年弁理士登録。2008年政治資金監査人登録。2009年商事仲裁人登録、大阪工業大学知的財産学部准教授。2013年経営革新等支援機関の認定を受ける。2021年医療法人大阪国際メディカル＆サイエンス（大阪けいさつ病院）評議委員。2024年大阪警察病院看護専門学校評価委員会委員。
2025年現在、スター綜合法律事務所パートナー。大阪工業大学知的財産専門職大学院客員教授も務める。
主な専門は、知的財産法（特許法・実用新案法・意匠法・商標法・不正競争防止法など）、ベンチャー企業支援、企業再生・倒産・債権回収、医療事故・交通事故、企業法務・一般民事（特に相続、遺言のエキスパート）。
主な所属団体は、日本弁護士連合会、大阪弁護士会、日本弁理士会、日本商標協会、日本仲裁人協会など。金魚電話ボックス盗作事件では，奈良地裁，大阪高裁，最高裁の代理人を務める。美容ローラー特許権侵害訴訟事件では，大阪地裁，知財高裁（大合議），最高裁の代理人を務める。カラーコンタクトレンズ意匠登録拒絶査定審決取消訴訟事件では，知財高裁の代理人を務める。

## 主な著書
- プロダクトデザイン保護法（単著、日本加除出版2015）
- プロダクトデザイン保護法-商品・空間・情報を対象としたデザインの法的保護（単著、日本加除出版2021）
- Q&A特許法〜大阪の弁護士が解説する知的財産権（経済産業調査会）[4]
- 特許審決取消判決の分析‐事例からみる知財高裁の実務（共著、商事法務別冊NBL/No.148）
- 最新知的財産判例集‐未評釈判例を中心として（青林書院2011）[5]
- 知的財産契約の実務‐理論と書式‐特許編（共著、商事法務2022）